# Кімолос
Кімолос (грец. Κίμωλος) — грецький острів в Егейському морі, що належать до групи островів Кіклади. Знаходиться на півдні Західних Кіклад, між островами Сіфнос і Мілос. 

## Географія
Острів займає площу близько 36 км². Найвища точка: гора Палайокастро 364 м. Порт острову знаходиться в селищі Псафі. Основними заняттями жителів є рибальство та обслуговування туристів.